# Adidas Fevernova

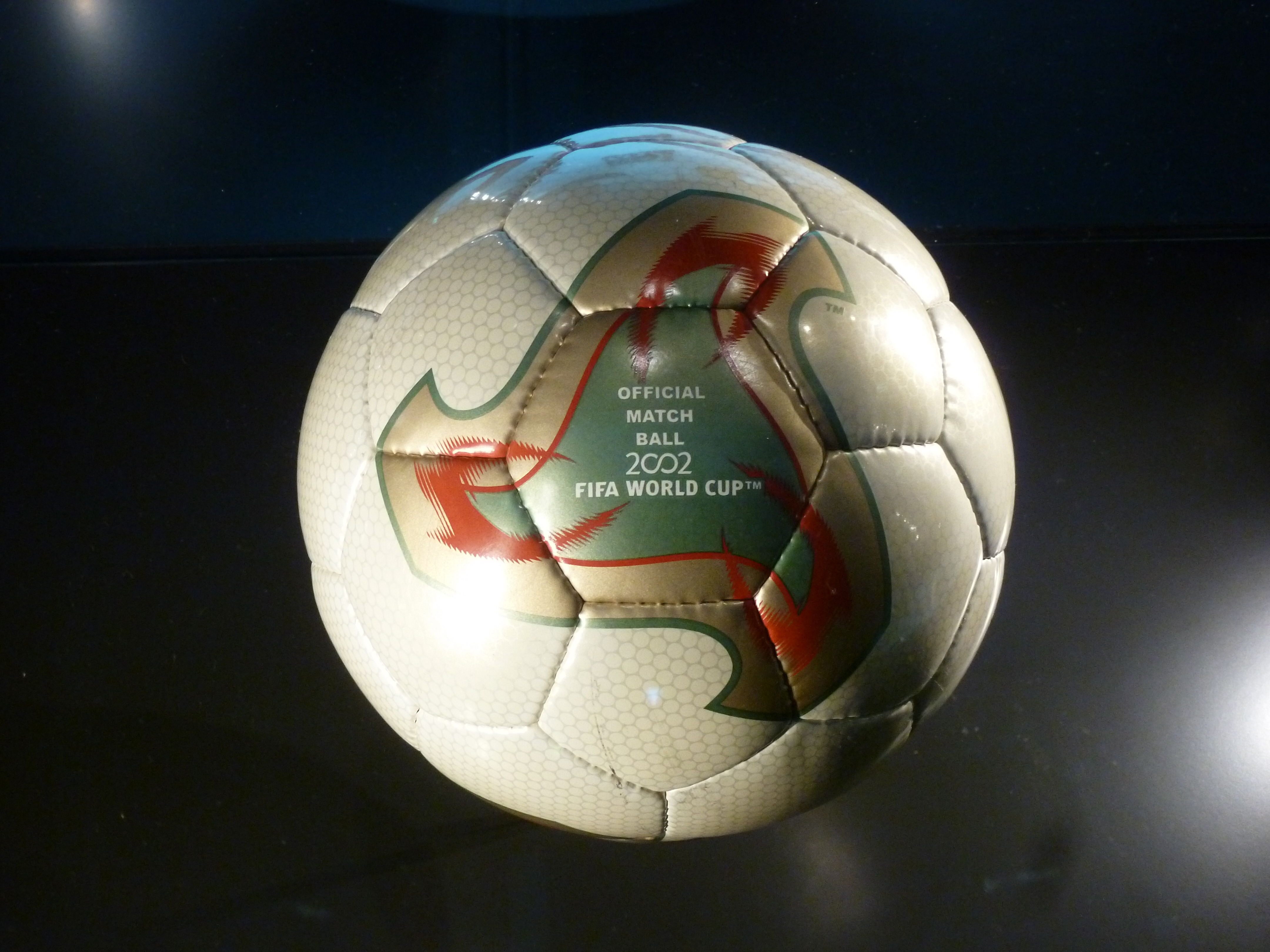
Adidas Fevernova.

Adidas Fevernova är namnet på den uppsättning av matchbollar som användes vid fotbolls-VM 2002 i Sydkorea/Japan. Runt 2 500 bollar tillverkades för mästerskapet. Bollen ansågs av vissa spelare vara för lätt.
En guldboll användes i finalen.